# Guettarda ramuliflora
Guettarda ramuliflora är en måreväxtart som beskrevs av Pehr Johan Beurling. Guettarda ramuliflora ingår i släktet Guettarda och familjen måreväxter.
Artens utbredningsområde är Panamá. Inga underarter finns listade i Catalogue of Life.